# Telekom Baku
Telekom Baku (azer. Telekom Bakı Voleybol Klubu) – azerski klub siatkarski kobiet, powstały w 2012 w Baku. Klub występuje w rozgrywkach azerskiej Superligi. Telekom Baku został założony w 2012 roku. 

## Skład zespołu

### Sezon 2016/2017
- 1.  Anastasija Bajdiuk
- 2.  Yana Azimova
- 3.  Yelizaveta Səmədova
- 4.  Aleksandra Petrović
- 5.  Marharyta Azizowa
- 7.  Gabrieła Koewa
- 8.  Marija Filipowa
- 9.  Anastasija Bezsonova
- 10.  Jovana Vesović
- 11.  Olena Həsənova
- 12.  Ksenija Ivanović
- 13.  Sladana Mirković
- 18.  Ulkar Karimova

### Sezon 2015/2016
- 1.  Anastasija Bajdiuk
- 2.  Kristina Jagubowa
- 3.  Yelizaveta Səmədova
- 5.  Marharyta Azizowa
- 7.  Gabrieła Koewa
- 8.  Marija Filipowa
- 9.  Anastasija Bezsonova
- 10.  Ana Lidia Cleger
- 11.  Olena Həsənova
- 12.  Ksenija Ivanović
- 14.  Bayaz Aliyeva
- 15.  Lucie Mühlsteinová
- 17.  Christina Rusewa